# Индекс цитирования научных статей
Индекс цитирования научных статей (ИЦ), англ. Science Citation Index — реферативная база данных научных публикаций, индексирующая ссылки, указанные в пристатейных списках этих публикаций и предоставляющая количественные показатели этих ссылок (такие как суммарный объём цитирования, индекс Хирша и др.).

## История
Первый индекс цитирования был связан с юридическими ссылками и датируется 1873 годом (Shepard’s Citations). В 1960 году Институт научной информации (ISI), основанный Юджином Гарфилдом, ввёл первый индекс цитирования для статей, опубликованных в научных журналах, положив начало такому ИЦ, как «Science Citation Index (SCI)», и затем включив в него индексы цитирования по общественным наукам («Social Sciences Citation Index», SSCI) и искусствам («Arts and Humanities Citation Index», AHCI). Начиная с 2006 года появились и другие источники подобных данных, например Google Scholar. Данный ИЦ выпускается в ограниченном варианте на CD, а полностью представлен в онлайн-проекте Web of Science.
С 2005 года в Научной электронной библиотеке (НЭБ, eLIBRARY.RU) создаётся «Российский индекс научного цитирования» (РИНЦ). Цель проекта заключается в создании отечественной библиографической базы данных по научной периодике.

## Описание
Индекс цитирования является одним из самых распространенных наукометрических показателей и применяется (для формальной оценки) в научных и бюрократических кругах многих стран. Альтернативами индексу цитирования являются экспертная оценка и оценка по импакт-фактору научных журналов.
Индекс цитирования подвергается критике как статистически недостоверный показатель, зависящий от области знаний (у биологов и медиков больше, чем у физиков, а у физиков, соответственно, больше, чем у математиков), от суммарного количества специалистов по тому или иному разделу науки, от текущей популярности исследования (в «горячих» областях работы цитируются лучше, чем пионерские или выходящие за рамки текущей ситуации в науке), от географии журнальных публикаций, возраста исследователя, от возможной «накрутки», как «обезличенный» показатель и т. д.
В русском языке распространена особая интерпретация понятия «Индекс цитирования», подразумевающая под ним показатель, указывающий на значимость данной статьи и вычисляющийся на основе последующих публикаций, ссылающихся на данную работу.
Методы анализа цитирования относят к более общей группе методов анализа документопотока.

## Критика
Академик Е. Д. Свердлов в 2018 году считал, что библиометрия — плохой инструмент оценки работы учёного, так как «статья может хорошо цитироваться потому, что она ошибочна».
Кроме того, существуют небольшие группы учёных, активно использующие самоцитирование. В настоящее время лидерами по самоцитированию являются российские и украинские учёные.